# یوتاکا ایکیجیما
یوتاکا ایکیجیما (انگلیسی: Yutaka Ikejima؛ زادهٔ march ۳۰, ۱۹۴۸ (۷۶ سال)) کارگردان فیلم، تهیه‌کننده فیلم، بازیگر پورنوگرافی، و بازیگر اهل ژاپن است.